# Геомеханіка
Геомеханіка (рос.геомеханика, англ. geomechanics, нім. Geomechanik f) — наука про механічний стан земної кори й процеси, що відбуваються в ній внаслідок дії природних фізичних факторів (термічних, механічних).
Пояснює і прогнозує зміну напружено-деформаційного стану ділянок земної кори.
Пов'язана з інженерною геологією, газо-, і гідромеханікою, термодинамікою, механікою суцільного середовища.
Механічні властивості масивів гірських порід і механічні процеси, що відбуваються в них під час гірничих робіт (проведення й експлуатації гірничих виробок, видобування корисних копалин) досліджує гірнича геомеханіка.